# Lucyna Langer-Kałek
Lucyna Kałek (născută Langer; n. 9 ianuarie 1956, Mysłowice, Voievodatul Silezia, Polonia) este o atletă ce a reprezentat Polonia, medaliată olimpică. A participat la o ediție a Jocurilor Olimpice (1980) în care a câștigat o medalie de bronz în proba de 100 m garduri.

## Palmares
| An   | Competiție                   | Locație                    | Loc | Eveniment     | Note  |
| ---- | ---------------------------- | -------------------------- | --- | ------------- | ----- |
| 1978 | Campionatul European         | Praga, Cehoslovacia        | 5   | 100 m garduri | 12,98 |
| 1979 | Universiada                  | Ciudad de México, Mexico   | 1   | 100 m garduri | 12,62 |
| 1980 | Jocurile Olimpice            | Moscova, Uniunea Sovietică | 3   | 100 m garduri | 12,65 |
| 1980 | Jocurile Olimpice            | Moscova, Uniunea Sovietică | 7   | 4×100 m       | 44,49 |
| 1981 | Cupa Europei                 | Zagreb, Iugoslavia         | 3   | 100 m garduri | 13,20 |
| 1981 | Cupa Mondială                | Roma, Italia               | 3   | 100 m garduri | 12,97 |
| 1982 | Campionatul European în sală | Milano, Italia             | 8   | 60 m garduri  | 8,13  |
| 1982 | Campionatul European         | Atena, Grecia              | 1   | 100 m garduri | 12,45 |
| 1983 | Cupa Europei                 | Londra, Marea Britanie     | 2   | 100 m garduri | 12,97 |
| 1984 | Campionatul European în sală | Göteborg, Suedia           | 1   | 60 m garduri  | 7,96  |